# 9 Dead Gay Guys
Pour plus de détails, voir Fiche technique et Distribution.
9 Dead Gay Guys est une comédie britannique réalisée par Lab Ky Mo en 2003.

## Synopsis
Deux Irlandais, se disant hétérosexuels mais se prostituant auprès d'hommes, font face à une série de morts inexpliquées dans la scène gay de Londres.

## Fiche technique
- Réalisation : Lab Ky Mo
- Scénario : Lab Ky Mo
- Production : Lamia Nayeb-St. Hilaire
- Musique : Resident Filters et Stephen Parsons
- Montage : Chris Blunden
- Producteur : Andrew Melmore
- Distribution : TLA Releasing
- Pays : Royaume-Uni
- Langue : anglais
- Format : couleur — 35 mm — 2,35:1 — son Dolby numérique
- Durée : 83 minutes
- Dates de sortie :
  - Norvège : 18 octobre 2002 (Festival international du film de Bergen)
  - Royaume-Uni : avril 2003 (London Lesbian and Gay Film Festival)
  - Royaume-Uni : 19 septembre 2003
  - France : 23 novembre 2003 (Paris Gay and Lesbian Film Festival)

## Distribution
- Glen Mulhern : Kenny
- Brendan Mackey : Byron
- Steven Berkoff : Jeff
- Michael Praed : la Reine
- Vas Blackwood : Donkey-Dick Dark
- Fish : le vieux Nick

## Accueil
Le film a reçu un accueil défavorable de la critique. Il obtient un score moyen de 29 % sur Metacritic.